# Хришћанске деноминације
Хришћанске деноминације су посебне и одвојене вјерске заједнице унутар хришћанства. Иако дијеле исто име и вјеровање, хришћани су структурално подијељени у засебне и различите традиције и црквене заједнице.
Подјеле и посебности између појединих деноминација дефинисане су црквеном доктрином и ауторитетом. Питања која стварају нејединство су нпр. Христова природа, апостолска баштина и папин примат.
Највећа деноминација је католицизам, потом слиједи протестантизам, а њима се придружује и англиканизам, које заједно превладавају на западу. На истоку пак превладавају православље и монофизитство.
Хришћани имају различите погледе на Цркву, заједништво вјерних, успостављену од Исуса Христа посредством апостола. Но без обзира на разлике у теологији и науку, углавном се међусобно једни друге сматрају хришћанима и припадницима једне заједничке хришћанске цркве.